# Ryotaro Yamamoto
Ryotaro Yamamoto (山本 凌太郎 Yamamoto Ryotaro?, nacido el 7 de diciembre de 1998 en Chiba) es un futbolista japonés que juega como centrocampista en el YSCC Yokohama de la J3 League.
En 2017, Yamamoto se unió al Yokohama FC de la J2 League.

## Trayectoria

### Clubes
| Club          | País  | Año       |
| ------------- | ----- | --------- |
| Yokohama FC   | Japón | 2017-2019 |
| YSCC Yokohama | Japón | 2020-     |

## Estadística de carrera

### J. League
| Club        | Año   | J. League | J. League | Copa J. League | Copa J. League | Total | Total |
| Club        | Año   | Part.     | Goles     | Part.          | Goles          | Part. | Goles |
| ----------- | ----- | --------- | --------- | -------------- | -------------- | ----- | ----- |
| Yokohama FC | 2017  | 0         | 0         | -              | -              | 0     | 0     |
| Yokohama FC | 2018  | 0         | 0         | -              | -              | 0     | 0     |
| Yokohama FC | 2019  | 1         | 0         | -              | -              | 1     | 0     |
| Total       | Total | 1         | 0         | 0              | 0              | 1     | 0     |